# Unità galleggiante di produzione, stoccaggio e scarico

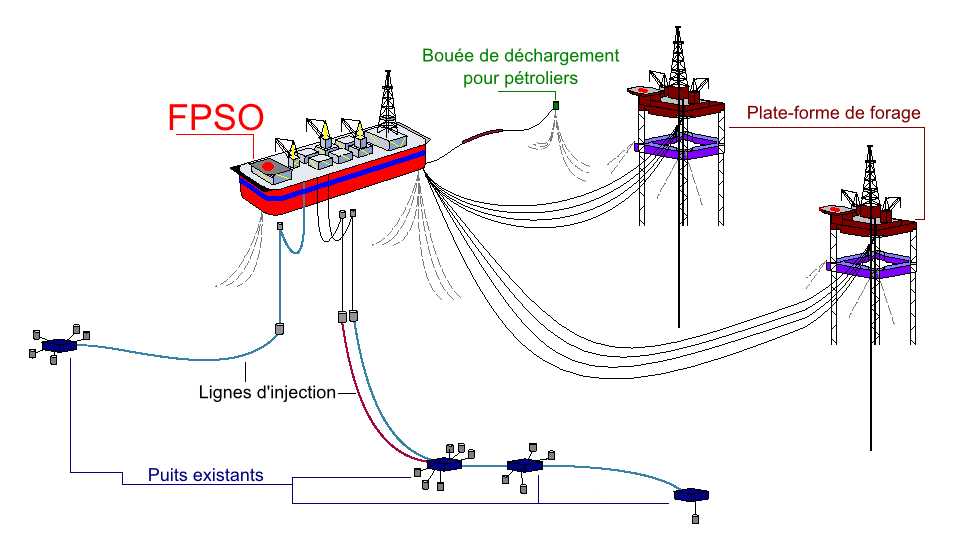
Schema di principio di un FPSO.

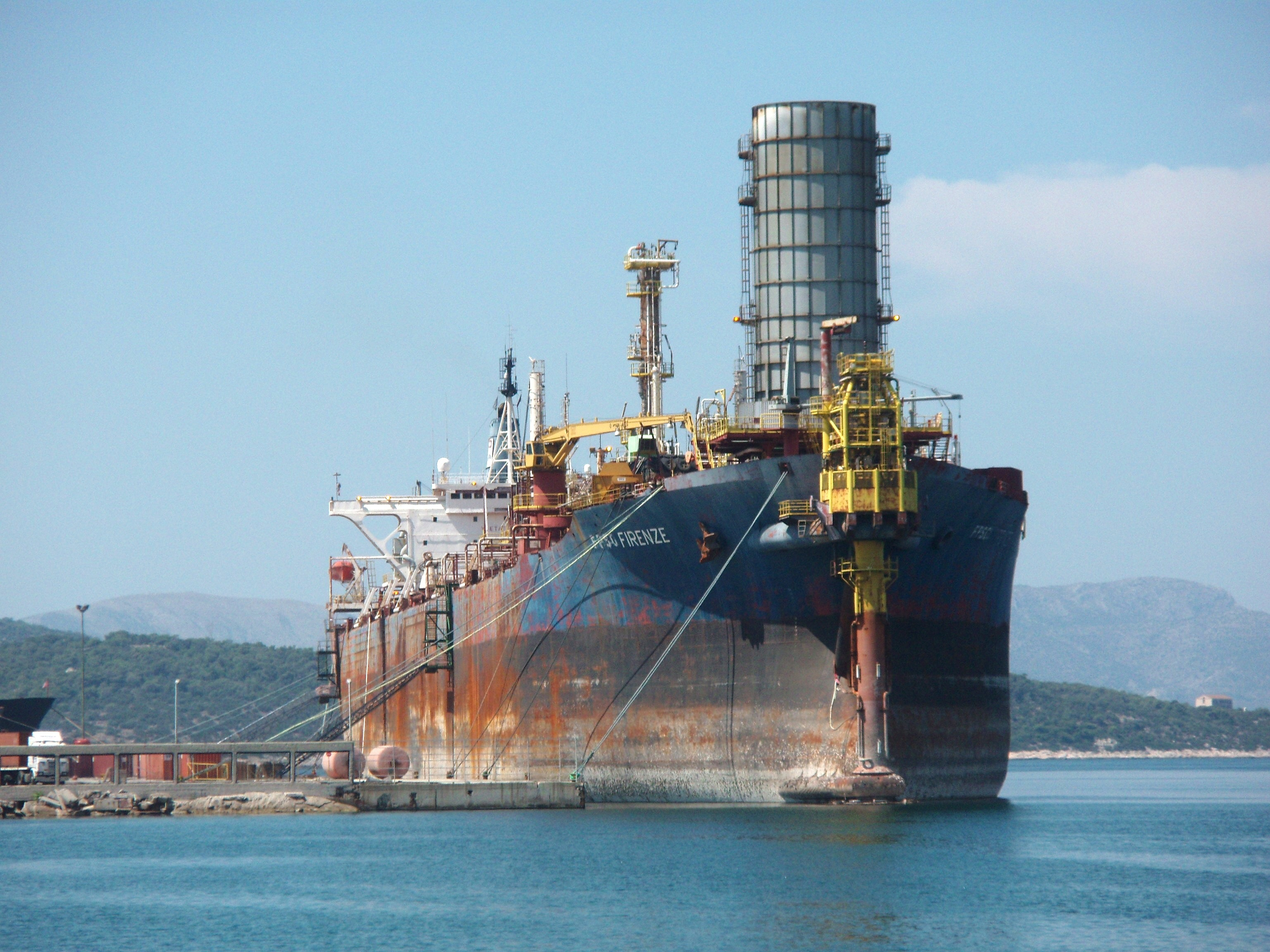
La FPSO Firenze di proprietà Eni nel 2007, davanti al cantiere navale Hellenic Shipyards.

Una unità galleggiante di produzione, stoccaggio e scarico (in inglese Floating Production Storage and Offloading Unit, abbr. in FPSO) è una nave o un'unità flottante utilizzata per la produzione petrolifera offshore.
È un tipo di nave utilizzato nell'industria petrolifera per la produzione e lo stoccaggio di petrolio e/o di gas naturale e la distribuzione del petrolio prodotto sulle navi-appoggio. Sono utilizzati in luoghi di produzione distanti dalla costa non raggiungibili da oleodotti o gasdotti.
Una nave riceve il petrolio o il gas estratto da una piattaforma petrolifera o un sistema sottomarino di pozzi di produzione. Essa stocca e tratta questa produzione in attesa che una petroliera possa caricarla mediante una boa distante alcuni chilometri e trasferirla a un porto.
Una nave possiede numerosi sistemi di trattamento e separazione dei diversi tipi di petrolio, e un sistema di posizionamento dinamico quando le condizioni meteorologiche sono sfavorevoli. Deve poter operare in modo autonomo a seconda della sua localizzazione nelle zone esterne.
Le più grandi FPSO al giorno d'oggi sono lunghe 310 metri per una larghezza di 60 metri e un'altezza di 30 metri. La loro capacità di produzione può superare 200 000 barili al giorno per una capacità di stoccaggio di 2 milioni di barili.

## Tipi specifici
- unità galleggiante di stoccaggio (in inglese floating storage and offloading unit - FSO) è un'unità operante su ancoraggio in mare aperto per lo stoccaggio del petrolio dopo l'estrazione da un campo marino. Di solito sono vecchie navi petroliere in disarmo, che vengono ristrutturate e riadattate al nuovo uso.

Il greggio ottenuto viene stoccato a bordo e periodicamente trasferito su navi cisterna per l'invio alle raffinerie.
Si differenzia dalla FPSO della quale è una versione semplificata, in quanto quest'ultima oltre allo stoccaggio provvede all'eliminazione dei gas, la separazione dell'acqua dal petrolio, dei sali minerali e dei fanghi presenti che vengono solitamente ripompati nel sottosuolo oppure riciclati per altri scopi. I gas ad esempio possono essere bruciati per la produzione di energia elettrica ad uso della stessa installazione o per impianti elettrici sulla costa. Nello specifico le unità FSO e le FPSO variano molto l'una dall'altra in virtù del tipo di greggio che trattano.
Un esempio è la Knock Nevis, ex Seawise Giant, per molti anni la più grande nave del mondo, che è stata convertita per l'uso FSO al largo del Qatar.
- unità galleggiante di stoccaggio e rigassificazione (FSRU, Floating storage and regassification unit) ovvero un Rigassificatore (GNL).